# Rio Fitod
O Rio Fitod é um rio da Romênia, afluente do Olt, localizado no distrito de Harghita.